# Психоистория (фантастика)
Психоисто́рия (англ. psychohistory) — вымышленная наука в цикле романов Айзека Азимова «Основание», которая применяла математические методы для исследования происходящих в обществе процессов и благодаря этому позволяла предсказывать будущее с высокой степенью точности. Психоистория была разработана учёными под руководством Гари Селдона и Юго Амариля. С её помощью был предсказан скорый кризис Галактической империи и был найден путь относительно скорого выхода из кризиса — создание так называемого Основания (англ. Foundation, в других переводах — Фонд или Академия), которое должно было стать основой новой империи. Психоистория уподобляла происходящие в обществе процессы процессам физики и химии. Так же как в молекулярно-кинетической теории газов невозможно предсказать движение одной молекулы, но можно предсказать процессы, происходящие с большим количеством молекул, так и психоистория не могла точно определять действия одного человека, но могла предвидеть изменения, касающиеся всего общества.
Второе и более глубокое определение психоистории, приведённое в цикле романов, состоит в том, что:
Психоистория есть более обширный, чем история, взгляд наблюдателя на взаимодействие деяний людей, их духовного (ментального) пути и сознания, с окружающей их естественной и ментальной (духовной) средой. Обязана обладать большей степенью познавания развития цивилизаций, чем какая-либо иная дисциплина. Суть существования психоистории в предсказании вероятных будущих направлений развития сообществ и воздействия на них в ключевых точках, для помощи в выборе правильного пути дальнейшего развития.
Данное определение исходит из особенностей второго, сокрытого до времени и приоритетного, «Основания», состоящего не из стандартных «естественных» научных дисциплин указанного выше первого «Основания». Только вмешательство ментально развитых представителей незримого второго «Основания» позволило предотвратить длительное и угрожающее воздействие на развивающуюся юную цивилизацию первого «Основания», захваченную ментальной дисфункцией сознания по имени Мул. Первое, научное, «Основание» являлось, по сути, закреплением предыдущего наследия пути человечества в Галактической империи и естественным прикрытием второго. По главному — тайному от всех ученых первого «Основания» — замыслу Гари Сэлдона, второе «Основание» состояло из людей с высокими ментальными способностями, разрабатывавшими методы защиты разума от возникающих дисфункций. В критический момент эти, доселе наблюдатели, вмешиваются и корректируют ментально мощное, но дисфункциональное и странное сознание Мула. Второе «Основание» в представлении Гари Сэлдона являлось будущим человечества.
Данный взгляд на определение этой науки, как дисциплины, следует из самого императива создания цикла романов «Основание», который прослеживется в поступках и намерениях его действующих лиц, структуры, значения и истинного местонахождения «Оснований», расположенных (по словам героев автора) на: «двух противоположенных концах Галактики».

## У других авторов
Также понятие психоистории (в русском переводе — клиологии, по имени музы истории Клио в древнегреческой мифологии) было использовано в статье американского писателя-фантаста и статистика Майкла Флинна «Введение в клиологию» (англ. An Introduction to Psychohistory) (1988) и романе «В стране слепых» (англ. In the Country of the Blind) (1990).
Клиология в понимании Флинна — это «теоретическая история»: наука, основанная на социологии, теории вероятностей и математике, позволяющая вычислять «узловые точки» в развитии какого-либо общества или социальной группы, когда действия сравнительно небольшой группы людей могут иметь несоразмерно важные последствия для исторического процесса, и история может пойти разными путями в зависимости от начальных условий и приложенных этими людьми внешних воздействий. Математически это означает, что определенная общественная тенденция (политические и социальные процессы, проникновение прогрессивных идей, развитие промышленности и тому подобное), описывается системой дифференциальных уравнений, описывающих кривую развития этой тенденции. Зная решение этих уравнений, можно определить необходимые меры воздействия для изменения хода кривой.
В романе «В стране слепых» описана деятельность основанной в XIX веке и разработавшей основы клиологии секретной группы, занимающейся манипулированием историей в своих изначально гуманистических (развитие Севера в результате победы в Гражданской войны в США 1861—1865 годах, участие США во Второй мировой войне на стороне союзников в целях предотвратить создание нацистской Германией атомного оружия и другое), а затем — корыстных целях (заработок на бирже на основе знания тенденций торгов заранее) на основе скрытого математически рассчитанного воздействия на «узловые точки».

## Психоистория и современная историческая наука
Озвучивалась точка зрения, что психоистория близка к пониманию исторических процессов Абд ар-Рахманом ибн Халдуном и Карлом Марксом (параллели с историческим материализмом проводили, в частности, фантасты Дональд Воллхайм и Джеймс Эдвин Ганн), а также целым рядом современных макросоциологов, таких как Теда Скочпол, Джек Голдстоун, С. П. Капица или А. В. Коротаев.
Так, например, в 2003 году издательствами Принстонского и Оксфордского университетов совместно была выпущена монография П. В. Турчина «Историческая динамика. На пути к теоретической истории». Автор, опираясь на работы предшественников, в своем исследовании успешно применил математические методы для анализа ряда масштабных общественных процессов на протяжении нескольких тысяч лет человеческой истории. Данный аналог психоистории известен в настоящее время как клиодинамика.

## Критика
Основная проблема с моделями предсказания будущего заключается в невозможности достаточно точно определить начальные условия. Даже при использовании детерминированных уравнений в модели прогнозирования погоды через неделю или около того расхождение между прогнозом и реальностью становится слишком большим, чтобы предсказание могло оказаться полезным.
Кроме того, в сложных системах модель прогноза часто нелинейна, поэтому небольшие изменения могут быстро превратиться в большие. Предсказанию реальности присущи определенные пределы. Возможна обработка больших массивов данных, но не детальные прогнозы.